# Nieuwe Hebriden
Nieuwe Hebriden (Frans: Condominium des Nouvelles-Hébrides; Engels: New Hebrides Condominium) was de koloniale naam van een Frans-Brits condominium gelegen in de zuidelijke Grote Oceaan ten noorden van Nieuw-Zeeland en ten oosten van Noord-Australië. Als Frans-Brits condominium bestond het tot 1980, waarna het onafhankelijkheid verwierf en vanaf 1980 is de eilandengroep de republiek Vanuatu.

## Geschiedenis
De Nieuwe Hebriden werden zo genoemd door James Cook die de eilanden in 1774 bezocht en in kaart bracht. Ook de Fransen bezochten de eilanden in de 18e eeuw. De Nieuwe Hebriden werden in de 19e eeuw gekoloniseerd door Europeanen en tegen het einde van de 19e eeuw hadden Franse en Britse plantage-eigenaren grote delen van het land in hun bezit. Beide koloniale machten stelden in 1887 een marine-commissie in en in 1906 werd besloten de kolonie gezamenlijk te besturen als een condominium, zij het dat dit woord pas later werd gebruikt in officiële documenten en het in feite niet een 'puur' condominium was, daar de beide landen hun soevereiniteit over hun burgers niet opgaven. Wel voerden ze gezamenlijk het gezag uit over de lokale bevolking. Zo ontstonden drie "regeringen", een Franse, opererend vanuit een dorp bij het huidige Luganville in het zuiden van het eiland Espiritu Santo en een Britse overheid, opererend vanuit het dorp Hog Harbour bij de huidige plaats (en vliegveld) Port Orly op de noordoostkust van datzelfde eiland. Daarnaast, als derde, een gezamenlijke overheid waarin ook de lokale bevolking een inbreng in had. Ook bestond er Franse en Britse rechtspraak en mochten de inwoners kiezen onder welk systeem van rechtspraak zij wilden vallen.
Deze situatie zou tot 1980 voortduren waarna de eilanden als Vanuatu hun onafhankelijkheid verkregen na de 'Kokosnootoorlog' (waarin Papoea-Nieuw-Guinese interventietroepen een grote rol speelden) en de tijdelijke oprichting, met steun van Franse kolonisten en Amerikaanse libertariërs (Phoenix Foundation), van de 'republiek Vemerana' door de politieke beweging Nagriamel. 
De koloniale tijd heeft nog steeds gevolgen in Vanuatu: zo wordt er zowel Frans als Engels gesproken en zijn er twee onderwijssystemen op de eilanden.